# Aigle (district)
Aigle (Duits: Bezirk Aigle, Frans: District d'Aigle) is een bestuurlijke eenheid van het kanton Vaud. De hoofdplaats is Aigle. Het district is in de cirkels (Frans: Cercles) Bex, Ollon, Les Ormonts, Aigle en Villeneuve opgesplitst.
Het district bestaat uit 15 gemeenten, heeft een oppervlakte van 414,85 km² en heeft 35.133 inwoners (eind 2003).
| Aigle      | 7712 | 16,36 |
| Corbeyrier | 339  | 22,00 |
| Leysin     | 2890 | 18,53 |
| Yvorne     | 913  | 12,19 |

| Bex           | 5821 | 96,60 |
| Gryon         | 1082 | 15,15 |
| Lavey-Morcles | 804  | 14,18 |

| Ormont-Dessous | 1012 | 64,09 |
| Ormont-Dessus  | 1397 | 61,53 |

| Ollon | 6449 | 59,59 |

| Chessel    | 323  | 3,57  |
| Noville    | 644  | 10,32 |
| Rennaz     | 612  | 2,21  |
| Roche      | 876  | 6,45  |
| Villeneuve | 4259 | 32,08 |

Aigle · Broye-Vully · Gros-de-Vaud · Jura-Nord vaudois · Lausanne · Lavaux-Oron · Morges · Nyon · Ouest lausannois · Riviera-Pays-d'Enhaut

Voormalige districten: Aubonne · Avenches · Cossonay · Echallens · Grandson · La Vallée · Lavaux · Moudon · Orbe · Oron · Payerne · Pays-d'Enhaut · Rolle · Vevey · Yverdon